# Elodes
Elodes es un género de coleóptero de la familia Scirtidae.

## Especies
Las especies que se incluyen en este género son:
- Elodes abeillei (Klausnitzer, 1990)
- Elodes adelaidae (Blackburn, 1892)
- Elodes alienata (Klausnitzer, 1976)
- Elodes amamiensis Sato, 1966
- Elodes amicula (Klausnitzer, 1980)
- Elodes angelinii (Klausnitzer, 1987)
- Elodes angulatus (Blackburn, 1894)
- Elodes angusta Hatch, 1962
- Elodes apicalis (LeConte, 1866)
- Elodes aquatica (Blaisdell, 1940)
- Elodes arcana (Klausnitzer, 1972)
- Elodes armilabris (Nyholm, 1974)
- Elodes australis (Klausnitzer, 1990)
- Elodes bertiae (Klausnitzer, 1988)
- Elodes bicolor Yoshitomi & Sato, 1996
- Elodes bulgharensis (Klausnitzer, 1980)
- Elodes burmensis (Klausnitzer, 1974)
- Elodes calabriae (Klausnitzer, 1987)
- Elodes chrysosomes Abeille, 1872
- Elodes corsica Pic, 1898
- Elodes cretica (Klausnitzer, 1973)
- Elodes davidsoni Carter, 1935
- Elodes denticulata (Klausnitzer, 1973)
- Elodes dubia (Klausnitzer, 1972)
- Elodes eberti (Klausnitzer, 1970)
  - Elodes eberti caucasicus (Klausnitzer, 1970)
  - Elodes eberti eberti (Klausnitzer, 1970)
- Elodes egregia (Klausnitzer, 1976)
- Elodes elegans Yoshitomi, 1997
- Elodes elongata Tournier, 1868
- Elodes emarginata Hatch, 1962
- Elodes flavoangularis (Klausnitzer, 1990)
- Elodes frater (Blackburn, 1892)
- Elodes fuscipennis Guerin-Meneville, 1843
- Elodes genei Guerin-Meneville, 1843
- Elodes globulus Klausnitzer, 1990
- Elodes grandis (Pic, 1955)
- Elodes gredleri Kiesenwetter, 1863
- Elodes hausmanni Gredler, 1857
- Elodes holgeri Klausnitzer, 2003
- Elodes horstaspoecki (Klausnitzer, 2004)
- Elodes impressa Hatch, 1962
- Elodes improvisa (Klausnitzer, 1990)
- Elodes johni (Klausnitzer, 1975)
- Elodes joosti Klausnitzer, 2004
- Elodes kaniei Yoshitomi, 2004
- Elodes kaszabi (Klausnitzer, 1973)
- Elodes koelleri (Klausnitzer, 1970)
- Elodes limbatus Carter, 1937
- Elodes lindensis (Blackburn, 1892)
- Elodes lohsei Klausnitzer, 2000
- Elodes longulus (Klausnitzer, 1990)
- Elodes luteata (Klausnitzer, 1979)
- Elodes maculatus (Waterhouse, 1877)
- Elodes maculicollis (Horn, 1880)
- Elodes malickyi Klausnitzer, 1976
- Elodes mamaevi (Klausnitzer, 1977)
- Elodes marggii (Klausnitzer, 2005)
- Elodes marginata Fabricius, 1798
- Elodes megalopus Klausnitzer, 2002
- Elodes microps Klausnitzer, 2002
- Elodes minax (Klausnitzer, 1976)
- Elodes minima (Klausnitzer, 1973)
- Elodes minuta (Linnaeus, 1767)
- Elodes modesta (Klausnitzer, 1976)
- Elodes morimotoi Yoshitomi & Sato, 2003
- Elodes nakanei (Klausnitzer, 1973)
- Elodes nebrodensis Ragusa, 1885
- Elodes nepalensis Yoshitomi & Sato, 2003
- Elodes nimbata (Panzer, 1794)
- Elodes nocturna (Klausnitzer, 1979)
- Elodes nomurai Yoshitomi, 2004
- Elodes novacretica (Klausnitzer, 1990)
- Elodes nunenmacheri (Wolcott, 1922)
- Elodes orientalls (Yablokov-Khnzoryan, 1973)
- Elodes ovensensis (Blackburn, 1892)
- Elodes pechlaneri Klausnitzer, 2003
- Elodes pendens (Klausnitzer, 1990)
- Elodes peninsularis Pic, 1898
- Elodes persicus (Klausnitzer, 1975)
- Elodes persimilis Klausnitzer, 2002
- Elodes piceata (Klausnitzer, 1982)
- Elodes pictus (Blackburn, 1892)
- Elodes pseudominuta (Klausnitzer, 1971)
- Elodes pseudoscutellaris (Klausnitzer, 1973)
- Elodes pulchella Guerin-Meneville, 1843
- Elodes rufotestacea (Klausnitzer, 1976)
- Elodes satoi Yoshitomi, 2003
- Elodes scutellaris Tournier, 1868
- Elodes secundocretica (Klausnitzer, 1980)
- Elodes sericea Kiesenwetter, 1859
- Elodes setosa (Klausnitzer, 1976)
- Elodes sieberi (Klausnitzer, 1973)
- Elodes spilotus (Blackburn, 1892)
- Elodes spinidensKlausnitzer, 2001
- Elodes sternalis (Klausnitzer, 1974)
- Elodes takahashii Yoshitomi, 2005
- Elodes thoracica Guerin-Meneville, 1843
- Elodes tournieri Kiesenwetter, 1871
  - Elodes tournieri africana (Klausnitzer, 1972)
  - Elodes tournieri tournieri Kiesenwetter, 1871
- Elodes transversa (Klausnitzer, 1976)
- Elodes tricuspis Nyholm, 1984
- Elodes trilineata Chevrolat, 1865
- Elodes venetae (Klausnitzer, 1987)
- Elodes venustula Klausnitzer, 2002
- Elodes wittmeri (Klausnitzer, 1976)